# Kaleb Ort
Kaleb James Ort (Grand Rapids, Míchigan, 5 de febrero de 1992), más conocido como Kaleb Ort, es un jugador profesional estadounidense de béisbol que se desempeña en la posición de lanzador en Houston Astros, equipo de las Grandes Ligas de Béisbol (MLB).

## Carrera
Ort hizo su debut en la MLB con el equipo Boston Red Sox, en el cual jugó tres temporadas (2021-2023), después pasó a Houston Astros, donde lleva jugando una temporada.